# 扬·贝伦特
扬·贝伦特（德語：Jan Behrendt，1967年11月29日—），德国男子雪橇运动员。他曾代表东德、德国参加1988年、1992年、1994年和1998年冬季奥林匹克运动会雪橇比赛，共获得二枚金牌、一枚银牌和一枚铜牌。